# アフロディシア・キングズベリー
アフロディシア・キングズベリーは、『バフィー 〜恋する十字架〜』に登場する架空の人物。演じた俳優はエイミー・チャンス。

## 肩書
サニーデール高校の生徒。

## 特徴
ゴシップ好き。
また口が悪く、『25ワットの女』と呼ばれる。
コーディティの一人。
髪の色は赤毛。

## エピソード
『ヘルマウスへようこそ』
高校の更衣室でブルーから聞いたバフィーに関する噂を同級生オーラに伝える。
『死霊の王』
冒頭部分で恋人といちゃついているところをバフィーに妨害される。
その翌日バフィーに対し散々悪態をつく。

## 関係する人物
- コーディリア・チェイス

学園の女王。